# Штамер, Генрих Георг
Генрих Георг Штамер (нем. Heinrich Georg Stahmer; 3 мая 1892 — 13 июня 1978) — германский дипломатический и экономический деятель, курировавший германско-японские отношения в министерстве иностранных дел Германии. Был помощником министра иностранных дел Иоахима фон Риббентропа (1938—1940), специальным посланником в Японской империи и послом в прояпонском режиме Ван Цзинвэя в оккупированном Нанкине (1940—1943). Затем занял должность посла Германии в Японии (1943—1945).
Принимал участие в Первой мировой войне, был награждён Железным Крестом.

## Биография
Родился 3 мая 1892 года в Гамбурге. В 1936 году принимал участие в переговорах по заключению Антикоминтерновского пакта между правительствами Германии и Японии.
В течение всего 1940 года работал над подписанием соглашения о союзе между Германией и Японией, а 13 августа 1940 года уведомил японское посольство в Берлине о решении заключить такой договор. В сентябре 1940 года принял участие в переговорах, приведших к заключению Берлинского пакта. После заключения пакта Генрих Георг Штамер был направлен на дипломатическую службу в Токио.
В октябре 1941 года был назначен послом Германии в Реорганизованном китайском национальном правительстве под руководством Ван Цзинвэя, созданного в Нанкине в результате японской оккупации, оставался в должности до конца 1942 года. Согласно японским дипломатическим каналам, Штамер был «взволнован» из-за назначения на новую должность посла в Китае и что он будет стремиться действовать в соответствии с интересами Германии и Японии во время пребывания в этой стране.
В январе 1943 года был назначен послом Германии в Японии и прибыл в Токио из Нанкина 28 января 1943 года. Оставался на этом посту до конца Второй мировой войны. 5 мая 1945 года, когда приближалась капитуляция Германии, министром иностранных дел Японии Сигэнори Того был заявлен Штамеру официальный протест, в котором он обвинил правительство Германии в предательстве своего японского союзника. После капитуляции правительства Германии Япония разорвала дипломатические отношения с этой страной 15 мая 1945 года. Генрих Георг Штамер был интернирован и содержался под арестом в отеле недалеко от Токио до капитуляции Японии в августе 1945 года.
10 сентября 1945 года, после капитуляции Японии, он был арестован властями США вместе с несколькими бывшими руководителями токийского отделения НСДАП и содержался в тюрьме Сугамо в Токио. Явился в Международный военный трибунал по Дальнему Востоку в качестве свидетеля 17 июня 1947 года. В сентябре 1947 года был репатриирован в Германию, где был интернирован до сентября 1948 года. После освобождения начал вести бизнес с японскими компаниями.
Переехал в Лихтенштейн и работал на швейцарского производителя оружия. Получил титул графа княжества Лихтенштейн. Скончался в 1978 году в Вадуце, Лихтенштейн.